# Ефремов, Владимир Юрьевич
Влади́мир Ю́рьевич Ефре́мов (род. 13 октября 1962 года, Усть-Каменогорск, Восточно-Казахстанская область, КазССР, СССР) — советский и казахстанский хоккеист.

## Биография
Воспитанник усть-каменогорской хоккейной школы. Игровую карьеру начал в 1980 году в местном клубе «Торпедо», который в сезонах 1987/1988 и 1989/1990 играл в Высшей лиге чемпионата СССР.
В составе сборной СССР стал серебряным призёром зимней Универсиады 1983.
В 1986 году окончил Усть-Каменогорский педагогический институт.
В 1990—1992 годах играл в составе омского «Авангарда» (сначала в первой лиге чемпионата СССР, затем — в высшей лиге чемпионата СНГ. В 1992 году вернулся в усть-каменогорское «Торпедо», включённое в созданную Межнациональную хоккейную лигу.
В сезоне 1995/1996 был в составе кирово-чепецкой «Олимпии», закончил игровую карьеру в новосибирской «Сибири».
С 1998 года является тренером юношеских и молодёжных команд. В сезоне 2006/2007 был главным тренером алматинского клуба «Енбек», игравшего в чемпионате Казахстана. С 2007 года — тренер-преподаватель хоккейной школы «Сибирь», с 2011 года — Центра зимних видов спорта (Новосибирск). Как тренер — чемпион России среди студентов (2012), чемпион региона Сибири и Дальнего Востока (2013 и 2014 годы).